# Thelyphonellus
Genre
Thelyphonellus est un  genre d'uropyges de la famille des Thelyphonidae.

## Distribution
Les espèces de ce genre se rencontrent dans le Nord de l'Amérique du Sud.

## Liste des espèces
Selon Whip scorpions of the World (version 1.0) :
- Thelyphonellus amazonicus (Butler, 1872)
- Thelyphonellus ruschii Weygoldt, 1979
- Thelyphonellus vanegasae Giupponi & Vasconcelos, 2008
- Thelyphonellus venezolanus Haupt, 2009

## Publication originale
- Pocock, 1894 : Notes on the Thelyphonidae contained in the collection of the British Museum. Annals and Magazine of Natural History, sér. 6, vol. 14, p. 120–134 (texte intégral).